# 긍정의 신학
긍정의 신학(肯定- 神學, 영어: cataphatic theology, kataphatic theology)은 하나님을 서술하기 위해 "긍정적인" 용어를 사용하는 신학이다. 이 용어는 하나님이 어떤분인지를 언급하는 것이다. 하나님은 이러한 분이 아니다라고 말하는 부정의 신학과 대조적으로 사용된다. 긍정적이라는 단어는 그리스어 확신함(κατάφασις, 카타파시스, kataphasis, affirmation)왔다. 이 용어는 카타(kata)는 강조어와 파네 (phanai, 말하다)의 복합어이다. 위 디오니시오스 아레오파기테스는 부정의 신학이 긍정의 신학 보다 하나님의 특성을 잘 나타나며 하나님 이해에 좋다고 하였다. 예를 들면 긍정의 신학은 하나님은 사랑이시다라고 하면, 부정의 신학은 하나님은 미움이 아니라고 말하는 것이다.

## 같이 보기
- 부정의 신학